# Junitoit
Junitoit ist ein sehr selten vorkommendes Mineral aus der Mineralklasse der „Silicate und Germanate“. Es kristallisiert im orthorhombischen Kristallsystem mit der chemischen Zusammensetzung CaZn2[4][Si2O7]·H2O und wurde bisher ausschließlich in Form hemimorpher (halbgestaltiger) Kristalle mit einer Größe bis etwa 5 mm gefunden.

## Etymologie und Geschichte
Erstmals gefunden wurde Junitoit 1976 in der „Christmas Mine“ nahe der Stadt Christmas im Bezirk Banner des US-Bundesstaates Arizona.
Wissenschaftlich beschrieben wurde das Mineral durch S. A. Williams, der es nach Dr. Jun Ito (1926–1978) benannte, einem japanisch-amerikanischen Mineral-Chemiker der Harvard University.

## Klassifikation
In der veralteten 8. Auflage der Mineralsystematik nach Strunz war der Junitoit noch nicht aufgeführt.
In der zuletzt 2018 überarbeiteten Lapis-Systematik nach Stefan Weiß, die formal auf der alten Systematik von Karl Hugo Strunz in der 8. Auflage basiert, erhielt das Mineral die System- und Mineralnummer VIII/C.07-030. Dies entspricht der Klasse der „Silikate“ und dort der Abteilung „Gruppensilikate“, wo Junitoit zusammen mit Bertrandit und Hemimorphit eine unbenannte Gruppe mit der Systemnummer VIII/C.07 bildet.
Die von der International Mineralogical Association (IMA) zuletzt 2009 aktualisierte 9. Auflage der Strunz’schen Mineralsystematik ordnet den Junitoit in die Klasse der „Silikate und Germanate“ und dort in die Abteilung „Gruppensilikate (Sorosilikate)“ ein. Hier ist das Mineral in der Unterabteilung „Si2O7-Gruppen mit zusätzlichen Anionen; Kationen in tetraedrischer [4]er- und/oder anderer Koordination“ zu finden, wo es als einziges Mitglied eine unbenannte Gruppe mit der Systemnummer 9.BD.15 bildet.
In der vorwiegend im englischen Sprachraum gebräuchlichen Systematik der Minerale nach Dana hat Junitoit die System- und Mineralnummer 56.02.01.01. Das entspricht der Klasse der „Silikate“ und dort der Abteilung „Gruppensilikate: Si2O7-Gruppen und O, OH, F und H2O“. Hier findet er sich innerhalb der Unterabteilung „Gruppensilikate: Si2O7-Gruppen und O, OH, F und H2O mit Kationen in [4] und/oder >[4]-Koordination“ als einziges Mitglied in einer unbenannten Gruppe mit der Systemnummer 56.02.01.

## Kristallstruktur
Junitoit kristallisiert orthorhombisch in der Raumgruppe Ama2 (Raumgruppen-Nr. 40) mit den Gitterparametern a = 12,51 Å; b = 6,32 Å und c = 8,56 Å sowie 4 Formeleinheiten pro Elementarzelle.

## Bildung und Fundorte
Junitoit bildet sich in regressiv umgeformten Taktit-Zonen, das heißt in Gesteinszonen mit durch Kontaktmetamorphose entstandenem, komplexem Aufbau. Dort tritt er in Paragenese unter anderem mit Apophyllit, Calcit, Kinoit, Smektit und Xonotlit auf.
Bisher konnte Junitoit außer an seiner Typlokalität „Christmas Mine“ (Banner, Arizona) nur noch in der ebenfalls in den USA liegenden „Franklin Mine“ bei Franklin im Sussex County (New Jersey) nachgewiesen werden.